# Pfarrkirche Großraming

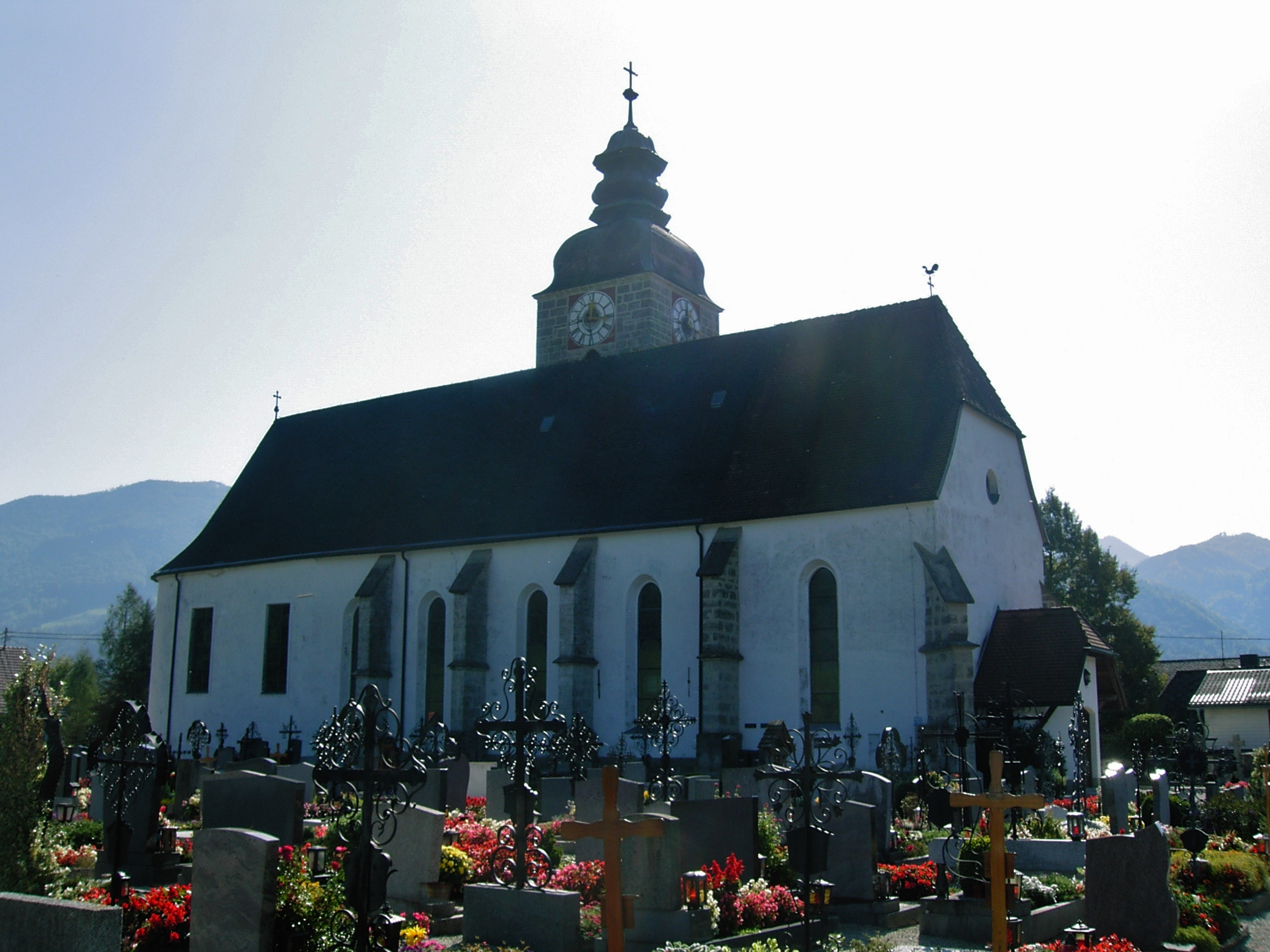
Pfarrkirche Großraming

Die römisch-katholische Pfarrkirche Großraming mit dem Patrozinium hl. Jakobus steht am nördlichen Rand des Ortszentrums der Gemeinde Großraming im Bezirk Steyr-Land in Oberösterreich. Seit dem 1. Jänner 2023 gehört Großraming als eine von 9 Pfarrteilgemeinden zur Pfarre Ennstal der Diözese Linz. Die Kirche steht unter Denkmalschutz.

## Geschichte
Die Pfarre Großraming wurde 1200 erstmals urkundlich erwähnt. 1392 wurde sie zur Pfarrkirche erhoben. Die ältesten Teile der heutigen Kirche stammen aus dem Jahr 1513. Bis zum 31. Dezember 2022 bildete die Pfarre Großraming zusammen mit Gaflenz, Kleinreifling, Maria Neustift und Weyer den Seelsorgeverband Weyer im Dekanat Weyer.

## Kirchenbau
Die Kirche besteht aus einem spätgotischen einschiffigen und vierjochigen Langhaus mit einem Netzrippengewölbe. 1936 wurde es um ein Joch nach Westen erweitert. Der barocke Chor von 1691 ist zweijochig und halbelliptisch geschlossen. Im Chor sind verschliffene Stichkappentonnen mit bemerkenswerten Fresken von 1759. Sie entstanden in der Werkstatt von Bartholomäus Altomonte. Südlich ist an das Langschiff ein Kirchturm von 1515 mit barockem Helm von 1739 angebaut.

## Ausstattung
Der Hochaltar wurde laut Urkunde 1691 errichtet und 1759 grundlegend verändert und reichhaltiger ausgestaltet. Das Hochaltarblatt malte Johann Karl von Reslfeld im Jahr 1691. Die Bildwerke stammen wahrscheinlich von Marian Rittinger. Der Seitenaltar mit neuerer Herz Jesu Statue sowie die Kanzel wurden 1736 errichtet. Der Altar in der südlich anschließenden Kapelle entstand gleichzeitig. Im Chor steht eine Statue des heiligen Florian von 1743. Der Taufstein ist gotisch.
Die Glocke ist selten schön und reich verziert. Gegossen wurde sie 1522.